# Teinogenys calvus
Teinogenys calvus är en skalbaggsart som beskrevs av Blackburn 1888. Teinogenys calvus ingår i släktet Teinogenys och familjen Dynastidae. Inga underarter finns listade i Catalogue of Life.